# Битва при Невиллс-Кроссе
Битва при Невиллс-Кроссе (англ. Neville's Cross; 17 октября 1346 года) — одно из сражений Столетней войны и Второй войны за независимость Шотландии. Поражение шотландской армии в этой битве привело к пленению короля Давида II и надолго вывело Шотландию из участия в Столетней войне.

## Военные действия перед сражением
Недолгое англо-шотландское перемирие было нарушено в 1345 году походом английской армии в Галлоуэй. В то же время возобновились и военные действия с Францией: 12 июля 1346 года войска Эдуарда III высадились в Нормандии. Верный союзу с Францией, король Шотландии Давид II вторгся на территорию Англии. Однако система обороны северной Англии, хорошо укреплённая Эдуардом III, не дала возможности шотландцам добиться существенных успехов. Тем не менее в условиях разгрома французских войск 26 августа в битве при Креси, шотландский король созвал новую армию, в состав которой вошли отряды подавляющего большинства магнатов страны, и двинулся в северную Англию. Разорив Камберленд, шотландские войска подошли к Дарему.

## Позиции сторон
Численность шотландской армии у Дарема достигала 12 тыс. чел. Ей противостояло небольшое, трёх-четырёхтысячное ополчение северо-английских графств под командованием Уильяма Ла Зуша, архиепископа Йоркского (согласно Фруассару, численность армии англичан достигала 11 200 человек). 17 октября войска противников заняли укреплённые позиции южнее Дарема, поблизости от каменного креста, реликта англо-саксонской эпохи. После битвы крест был, по-видимому, переименован по имени одного из английских командующих, лорда Невилла, в Невилл-Кросс.

## Ход битвы
Первоначально, опираясь на опыт битв при Креси и Халидон-Хилле, стороны стремились сохранить оборонительную позицию. Эта тактика принесла успех англичанам: град стрел английских лучников вынудил шотландцев атаковать. Два из трёх шотландских батальонов под командованием короля Давида II перешли в наступление, но были смяты англичанами. Третий батальон, командование над которым осуществлял Роберт Стюарт, вообще покинул поле битвы. В результате шотландская армия была разбита, король получил рану в лицо стрелой и попал в плен. Оказались в плену у англичан многие знатные шотландские бароны, в их числе: граф Дуглас, граф Уигтаун, граф Файф, барон Гартли и многие другие. Те из знатных пленников, кто ранее принёс вассальную присягу английскому королю, были обезглавлены.

## Значение сражения при Невиллс-Кроссе
Поражение шотландской армии при Невиллс-Кроссе и пленение Давида II надолго вывели страну из участия в Столетней войне. Начавшиеся переговоры об условиях выкупа короля завершились только в 1357 году. Короля оценили в 66 тысяч фунтов, которые должны были выплачиваться десятью частями. Давида II вернули на родину до полной выплаты, но все это время в Англии находились двадцать знатных шотландских заложников. Даже после возвращения Давида II в Шотландию, он был вынужден сохранять мир с Англией. В результате Эдуард III обеспечил себе свободу действий для широкомасштабных кампаний во Франции.